# Stolnica v Bengaziju
Stolnica v Bengaziju (arabsko كاتدرائية بنغازي) je nekdanja rimskokatoliška cerkev v mestu Bengazi v Libiji. Stoji v centru mesta.

## Zgodovina
Stolnica v Bengaziju, posvečena Jezusovemu svetemu imenu, je bila zgrajena med letoma 1929 in 1939 na zemlji, ki so jo prej zasedali Arabci, in je bila ena največjih cerkva v severni Afriki. Zasnovala sta jo italijanska arhitekta Ottavio Cabiati in Guido Ferrazza. Ko je Wehrmacht med operacijo Sonnenblume zavzel Bengazi, je bila rahlo poškodovana. Kmalu po pristopu kralja Idrisa na oblast leta 1951 je bila stavba zaradi nevzdrževanja počasi opuščena. Potem, ko je Moamer Gadafi prevzel oblast in zatrl libijsko cerkev, so bili izdelani načrti za pretvorbo stavbe v mošejo, tako kot pri stolnici v Tripoliju, vendar je položaj stolnice imamom preprečil, da bi se poravnali z Meko, in načrti so bili opuščeni. Stavba je bila kasneje uporabljena kot sedež Arabske socialistične unije.
Poveljstvo je bilo že zapuščeno v času libijske državljanske vojne po več neuspešnih obnovitvenih prizadevanjih. Stavba je preživela bitko pri Bengaziju (2014–2017) brez večjih strukturnih poškodb.
Leta 2022 so se začela obnovitvena dela. Medtem ko so občinske oblasti izjavile, da potekajo obnovitvena dela v povezavi s statusom stolnice kot zgodovinskega mesta, so oznake na gradbenih odrih pokazale, da se stolnica dejansko spreminja v mošejo, posvečeno imamu Maliku ibn Anasu. Domačini so trdili, da je pretvorbo izvedla mestna oblast Avkaf.

## Arhitekturne značilnosti
Stavba je primer neoklasicistične in italijanske fašistične arhitekture. Ima obliko bazilike. Vhod ima portik s štirimi dorskimi stebri in dvema stranskima stebroma. Njeni dve značilni kupoli pokrivata oba razpona ladje, niz okulusov pa osvetljuje notranjost. Prvotni načrti kažejo, da stolnica ni bila dokončana, kot je bilo načrtovano; načrti so vključevali trinadstropni zvonik in razkošno stropno dekoracijo, nič od tega ni bilo izvedeno. Kljub temu je ena največjih cerkva v severni Afriki.